# Bielorrusia en los Juegos Olímpicos de Atlanta 1996
Bielorrusia estuvo representada en los Juegos Olímpicos de Atlanta 1996 por un total de 157 deportistas que compitieron en 19 deportes.  
El portador de la bandera en la ceremonia de apertura fue el atleta Igor Astapkovich.

## Medallistas
El equipo olímpico bielorruso obtuvo las siguientes medallas:
| Nombre | Deporte            | Competición              |
| --- | ------------------ | ------------------------ |
| Oro |                    |                          |
| Yekaterina Karsten | Remo               | Scull ind. (W1x) F       |
| Plata |                    |                          |
| Vladimir Dubrovshchik | Atletismo          | Disco M                  |
| Natalia Sazanovich | Atletismo          | Heptatlón F              |
| Alexandr Pavlov | Lucha grecorromana | 48 kg M                  |
| Serguei Lishtvan | Lucha grecorromana | 100 kg M                 |
| Alexei Medvedev | Lucha libre        | +100 kg M                |
| Igor Basinski | Tiro               | Pistola libre 25 m M     |
| Bronce |                    |                          |
| Vasili Kaptiuj | Atletismo          | Disco M                  |
| Elina Zvereva | Atletismo          | Disco F                  |
| Vitali Shcherbo | Gimnasia artística | Concurso completo ind. M |
| Vitali Shcherbo | Gimnasia artística | Paralelas M              |
| Vitali Shcherbo | Gimnasia artística | Salto de potro M         |
| Vitali Shcherbo | Gimnasia artística | Barras fija M            |
| Valeri Tsilent | Lucha grecorromana | 82 kg M                  |
| Yelena Mikulich Marina Znak Natalia Valchek Natalia Stasiuk Tamara Davydenka Valentina Skrabatun Natalia Lavrinenko Alexandra Pankina Yaraslava Paulovich (t) | Remo               | Ocho con timonel (W8+) F |